# Deutsche Grammophon

Logo

Die Deutsche Grammophon ist ein Klassiklabel, das auf die von Emil Berliner am 6. Dezember 1898 gegründete Deutsche Grammophon Gesellschaft zurückgeht. Im Jahre 1972 fusionierte die Deutsche Grammophon zu PolyGram, einem Tonträgerproduzenten, der 1998 in der Universal Music Group aufging. Die Marke Deutsche Grammophon wird von dem Unternehmen bis heute weitergeführt und zählt zu den ältesten Musiklabels der Welt.

## Geschichte

### Gründung und Entwicklung

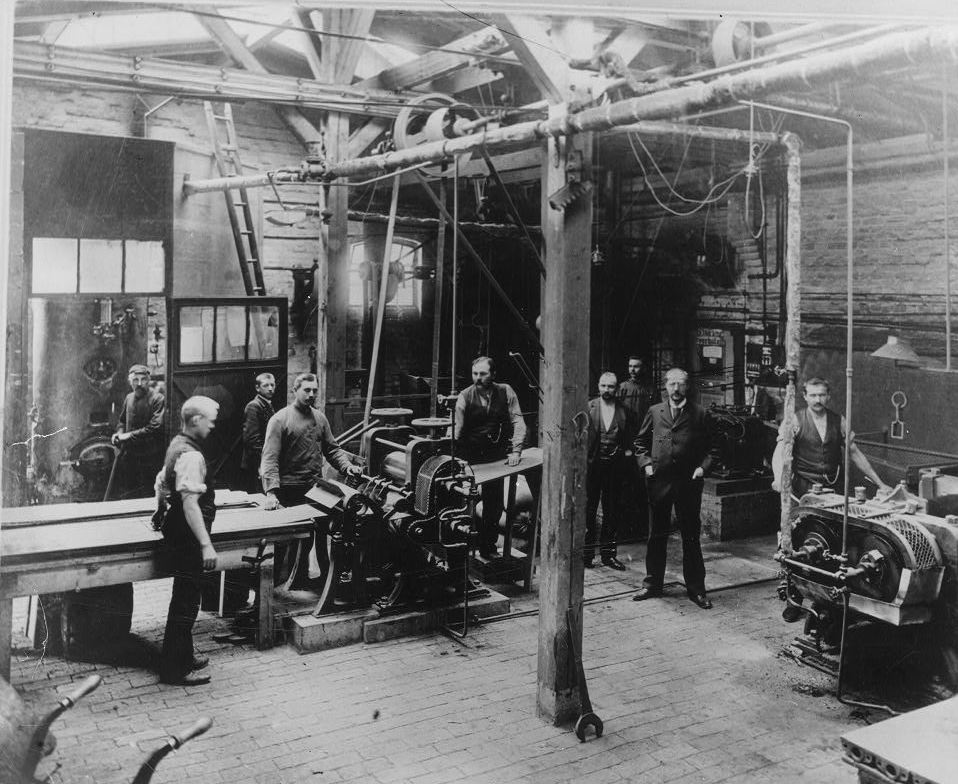
Arbeiter in der Berliner Grammophonfabrik in der Kniestraße in Hannover

Die Deutsche Grammophon-Gesellschaft wurde am 6. Dezember 1898 vom Deutsch-Amerikaner Emil Berliner und seinem Bruder Joseph in ihrer Geburtsstadt Hannover gegründet. Von hier aus erschloss das Unternehmen den europäischen Markt für das von den Gebrüdern in Deutschland vermarktete Grammophon. Muttergesellschaft war die im englischen Hayes (Grafschaft Middlesex, Großbritannien) ansässige Gramophone Company. Die Produktion begann neben der J. Berliner Telephon-Fabrik an der Kniestraße in der Nordstadt von Hannover. Wegen zunehmender Enge – bis 1903 vertrieben die Brüder hier zeitgleich den Hackethal-Draht – entstand 1904 ein großes Werk auf noch freien Flächen an der Podbielskistraße im Stadtteil Klein-Buchholz.
Die Produktion nahm sofort enorme Ausmaße an. So wurden im ersten Jahr täglich rund 25.000 Schallplatten gepresst.

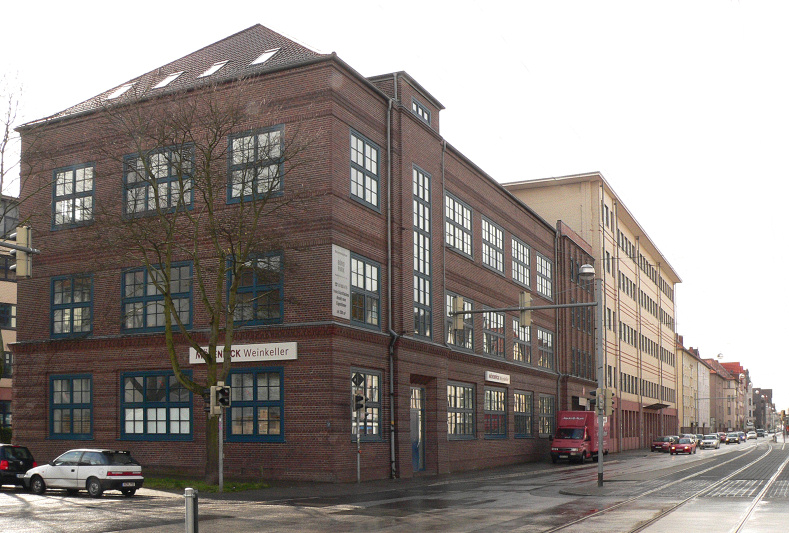
Zweites Werk, heute Grammophon Büropark, an der Podbielskistraße in Hannover

Am 1. Januar 1900 wurde das Unternehmen in eine Aktiengesellschaft umgewandelt. 40 % der Aktien blieben in Hannover bei der Deutschen Grammophon AG, die übrigen Aktien gingen an die Gramophone Company in Hayes. Dies führte im Ersten Weltkrieg dazu, dass die Deutsche Grammophon AG und die Grammophon-Spezialhaus GmbH, die sich mehrheitlich in ausländischem Besitz befanden, vom Deutschen Reich beschlagnahmt wurden und die britische Gramophone Company enteignet wurde. Im Jahr 1917 wurde die Deutsche Grammophon AG an die Leipziger Polyphon Musikwerke AG verkauft und der Unternehmenssitz von Hannover nach Berlin (Markgrafenstraße 76) verlegt.

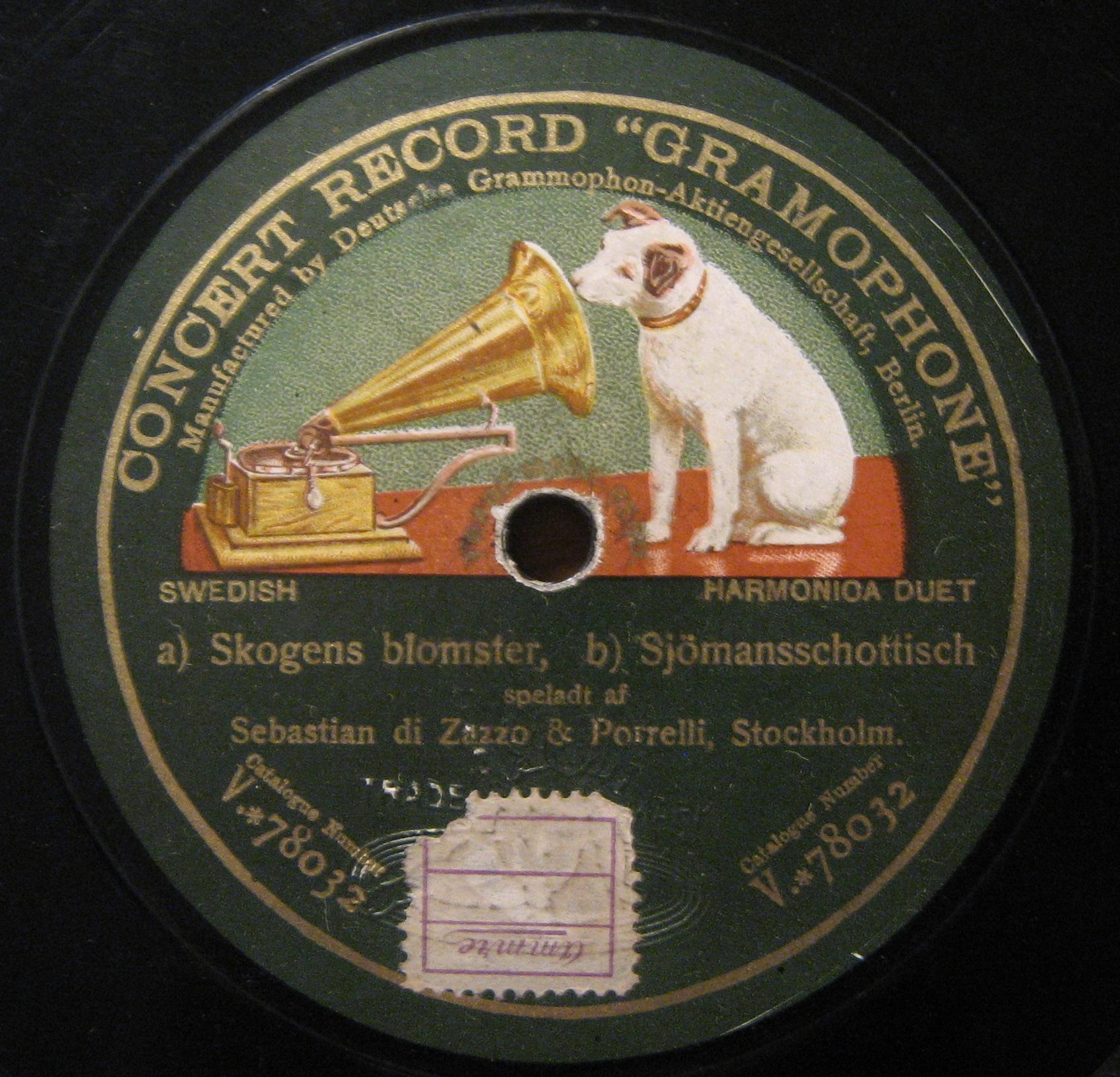
Musiklabel auf einer Schallplatte von 1910

Aktie über 100 RM der Deutschen Grammophon-AG vom 20. März 1935

In den ersten Jahren war der eine Schallplatte beschreibende Engel das Markenzeichen für die Produkte der Unternehmen der Gebrüder Berliner. Dieser wurde durch den heute weltberühmten, vor dem Grammophon sitzenden Hund namens Nipper abgelöst. Das Markenzeichen His Master’s Voice wurde im britischen Mutterunternehmen nach einem Gemälde des Künstlers Francis Barraud geschaffen. Zunächst saß der Hund vor einem Phonographen von Thomas Alva Edison. Nachdem das Unternehmen Edisons den Ankauf des Bildes abgelehnt hatte, wurde der Phonograph mit einem Grammophon von Berliner übermalt und das Bild anschließend den Brüdern Berliner zum Kauf angeboten. Diesen gefiel es so gut, dass sie es kauften und weitere Kopien davon bestellten.
Aufgrund der Bestimmungen des zum Ende des Ersten Weltkriegs ausgehandelten Versailler Vertrags durfte die inzwischen vom Mutterunternehmen unabhängige Deutsche Grammophon AG außerhalb des deutschen Reichsgebiets ihr Markenzeichen und den Namen „Grammophon“ nicht mehr nutzen. Zum Export wurde daher das Label Polydor gegründet. Dem ehemaligen Mutterunternehmen, der britischen Gramophone Company, war es im Gegenzug wiederum nicht gestattet, ihre Markenzeichen und Namen in Deutschland zu nutzen, weshalb diese 1924 die Electrola-Gesellschaft in Nowawes gründete. Im Jahr 1933 fiel das Unternehmen der Arisierung zum Opfer. Die anschließende Emigration, zu der die Eigentümer und etliche der verpflichteten Künstler gezwungen waren, führte zu Einbußen in der künstlerischen Qualität sowie der Breite des Plattenrepertoires. 1937 übernahm Telefunken die DG, reichte die Aktien aber schon 1941 an Siemens & Halske weiter.
Während des Zweiten Weltkriegs wollte das NS-Regime die Plattenindustrie durch eine Altplattenverwertung mit den benötigten Werkstoffen am Leben erhalten. Dennoch brach um 1943 die Schallplattenproduktion weitgehend zusammen; lediglich für den Bedarf des Rundfunks wurden bis Kriegsende Platten hergestellt.

### 1945–Gegenwart
In der Nachkriegszeit entwickelte sich die Deutsche Grammophon zum bedeutendsten deutschen Tonträgerunternehmen, das einen Großteil der beliebtesten deutschen und auch viele ausländische Künstler unter Vertrag hatte. Der Musikliebhaber Ernst von Siemens entwickelte das Unternehmen in den 1940er und 1950er Jahren zum uneingeschränkten deutschen Branchenführer. Seine Erfolge sorgten auch international für Anerkennung. Der Enkel Werner von Siemens’ widmete sich mit Leidenschaft dem Aufbau eines anspruchsvollen Repertoires an klassischer Musik, förderte den noch jungen Dirigenten Herbert von Karajan und finanzierte die kostspieligen Aufnahmen durch die Produktion von Schlager- und Tanzmusik, von der bereits während der Kriegsjahre große Stückzahlen hergestellt und auch ins europäische Ausland exportiert wurden. 1962 tauschten Philips und Siemens & Halske ihre Anteile an den Labels Philips sowie Deutsche Grammophon je zur Hälfte, 1972 entstand hieraus der PolyGram-Konzern.
Ab 1968 gab die Deutsche Grammophon einige Jahre lang die Kundenzeitschrift Musik-Boutique heraus, die kostenlos in Schallplattenläden und Diskotheken auslag. Mit zehn Ausgaben pro Jahr und einer Auflage von 500.000 Exemplaren war das Magazin zu dieser Zeit die zweitgrößte Musikzeitschrift nach der wöchentlich erscheinenden Bravo.
Nach einer Umstrukturierung der Deutschen Grammophon Gesellschaft und der Philips Phonographische Industrie im Jahr 1971 folgte die Gründung der PolyGram mit Hauptsitz in Baarn (Niederlande) und Hamburg. Das 75. Firmenjubiläum wurde 1973 in der Stadthalle Hannover gefeiert. Neben James Last und seiner Big Band traten viele namhafte Interpreten aller Label auf.
Auf dem Werksgelände in Langenhagen, das vorrangig als Zentrallager diente, begann am 17. August 1982 die Compact-Disc-Produktion. 1986 gingen die Fertigungsanlagen in Hannover und Langenhagen – die ersten und größten Produzenten von CDs – als Teil eines Joint Ventures mit dem Chemiekonzern DuPont von PolyGram an Philips über; Hannover blieb jedoch der wichtigste Lieferant des Labels. Bis zu seiner Schließung im Jahr 1990 wurden im Werk an der Podbielskistraße in Hannover vorrangig Vinyl-Schallplatten gepresst. In vier Pressereien wurden 30-cm-Langspielplatten, in der Kassettenfertigung ab 1965 Compact Cassetten, und in einer Spritzgussfertigung 17-cm-Single-Platten gefertigt. Ab 1970 wurde hier an der Entwicklung der Bildplatte – in der Version einer Videoplatte – gearbeitet. Es folgte ab 1981 die schrittweise Umstellung auf CD-Produktion und Verlagerung in die Produktionsstätte Langenhagen. Im Jahr 1991 wurde das Werk an der Podbielskistraße weitestgehend abgerissen und das Gelände in einen Büropark umgewandelt.
Von den späten 1970er-Jahren bis in die 1990er setzte die Deutsche Grammophon – auch auf Wunsch von Karajan – verstärkt auf digitale Produktionsprozesse. Das Unternehmen fertigte 1979 seine erste digitale Tonaufnahme an. Ab etwa 1990 wurden beim Audio-Mastering zum Beispiel Knackgeräusche digital entfernt. Im gleichen Jahr führte die Deutsche Grammophon hochauflösende Bitraten für Mehrkanaltonaufnahmen ein. September 1991 wurde dann zum ersten Mal ein sogenanntes 4D Audio Recording aufgenommen. Laut den Angaben des Unternehmens basiert der Name dieser im Recording Centre Hannover entwickelten Technologie auf vier technischen Dimensionen bzw. Weiterentwicklungen: ein ferngesteuerter Vorverstärker beim Mikrofon, der Störsignale bei vorher langen Übertragungsstrecken verhindert; zwei 21-Bit-Analog-Digital-Wandler (ab 1994 dann 23 Bit) für eine möglichst genaue Signalüberführung der Audiodaten; der Verbau der vorgenannten Ausrüstung in einer Stagebox und deren Anbindung an ein Netzwerk zur digitalen Datenübertragung; und ein Mischpult von Yamaha mit Synchronisierungsmöglichkeit für Mikrofonspuren sowie das abschließende Authentic Bit Imaging, ein Quantisierungsverfahren zur Umformung der vorher stets mit einer Abtastrate von 96 kHz und einer Samplingtiefe von 24 Bit bearbeiteten Daten in die 44,1 kHz und 16 Bit einer Audio-CD. Ab Januar 1993 wurden alle Aufnahmen im Recording Centre der Deutschen Grammophon nur noch als 4D Audio Recording durchgeführt, ehe die Technologie im Laufe des Jahres öffentlich gemacht wurde.
Auch stellte das Unternehmen 1993 sein Remastering-Verfahren namens Original-Image Bit-Processing fertig, mit dem frühere analoge und ebenso digitale Aufnahmen überarbeitet wurden. Auf das elektronische Hinzufügen von Hall und zusätzlicher Tonkanäle zur Simulation von Raumklang verzichteten die Toningenieure der Deutschen Grammophon dabei bewusst, um so nah wie möglich an den Originalaufnahmen zu bleiben. Stattdessen wurde wie auch beim 4D Audio Recording auf eine vollends digitale Abmischung gesetzt, wodurch erneut Klangbeeinträchtigungen durch Signalwandlungen im Mischprozess vermieden wurden. Zudem wurden psychoakustische Erkenntnisse zur Minimierung von Laufzeitverzögerungen genutzt: Bei Mehrkanaltonaufnahmen der Deutschen Grammophon waren Schalldifferenzen zwischen den 14 Stützmikrofonen nahe den Instrumenten und den zwei Hauptmikrofonen zur Stereo-Aufzeichnung des gesamten Orchesters entstanden, was ein verwaschenes Klangbild zur Folge hatte. Über die in alten Aufnahmeprotokollen verzeichneten Positionen der Aufnahmegeräte wurden die damaligen Abstände zwischen den Mikrofonen vor Ort ausgemessen und so die Zeitverzögerungen im Millisekundenbereich berechnet, um die 16 Tonkanäle anschließend am Mischpult neu aufeinander abzustimmen. Der so entstandene Gewinn an räumlicher Präzision, Tiefenschärfe und Höhenbrillanz in den Neuveröffentlichungen der Deutschen Grammophon wurde von der Presse gelobt. Zu den Serien des Unternehmens, die diese Remastering-Technologie benutzen, gehören unter anderem Karajan Gold aus dem Jahr 1993 und The Originals ab 1995.
Die Deutsche Grammophon ist heute noch als Plattenlabel präsent, jedoch als Teil der Universal Music Group, in der die PolyGram 1998 aufging. Das Produktionsstudio in Hannover-Langenhagen, nach dem Gründer Emil Berliner Studios genannt, wurde im Zuge einer Neustrukturierung im Jahr 2008 aufgelöst, und aus den einzelnen Abteilungen entstanden verschiedene unabhängige Unternehmen. Der Recording-Bereich behielt den Namen Emil Berliner Studios und befindet sich mittlerweile als unabhängiges Unternehmen in Berlin.
2015 wurde das Label Deutsche Grammophon für ein Album der US-Violinistin Hilary Hahn für die beste Kammermusik-Aufführung mit einem Grammy ausgezeichnet. Im gleichen Jahr erhielt die Deutsche Grammophon einen ECHO Klassik in der Kategorie Music-DVD-Produktion des Jahres für die Einspielung von Gaetano Donizettis L'Elisir d'Amore.

## Künstler
Zeitgenössische Komponisten, die auf Deutsche Grammophon veröffentlicht wurden, sind Sofia Gubaidulina, Oliver Knussen, Mark-Anthony Turnage, Mohammed Fairouz, Peter Eötvös, Luigi Nono, Sven Helbig und Philip Glass.

## Frühere Labels
Traditionsreiche Label, die die Deutsche Grammophon neben dem bekannten Klassik-Label führte, waren beispielsweise:
- Archiv Produktion
- Brunswick Records (1953 bis etwa 1966)
- Coral Records (1953 bis etwa 1965)
- Heliodor
- Literarisches Archiv
- MGM Records (1959 bis 1972)
- Polydor